# Лили Нео
Лили Нео (рођена као Лили Тиртасана;рођена 12. августа 1953) је сингапурска медицинарка и бивша политичарка Народне акционе партије. Била је члан Парламента Сингапура од 1997. до 2020. године.

## Рани живот и образовање
Лили Нео је рођена 12. августа 1953. године у Медану, Северна Суматра, Индонезија, као Индонежанка кинеског порекла. Похађала је основну школу Thamrin Methodist School у Медану од 1961. до 1969. године, а затим средњу школу Methodist High School у Пенангу.
Дипломирала је медицину на Краљевском колеџу хирурга у Ирској 1980. године.

## Каријера
Након завршетка студија медицине, Лили Нео је од 1981. године радила као самозапослена медицинарка. Исте године се придружила Народној акционој партији (PAP).
Своју политичку каријеру започела је 1997. године, када је изабрана за члана Парламента, представљајући изборну јединицу Ким Сенга у оквиру Kreta Ayer–Tanglin GRC.
На изборима 2001. године, била је део петочланог тима PAP-а који је освојио 74,49% гласова у Jalan Besar GRC, победивши опозициону Сингапурску демократску алијансу.
На изборима 2006. године, поново је била део петочланог тима PAP-а у Jalan Besar GRC, освојивши 69,26% гласова.
На изборима 2011. године, била је део петочланог тима PAP-а у Tanjong Pagar GRC, који је победио без противкандидата.
На изборима 2015. године, била је део четворочланог тима PAP-а у Jalan Besar GRC, освојивши 67,75% гласова против Радничке партије.
Током своје политичке каријере, Нео је обављала функције председнице општинских савета Tanjong Pagar (2011–2015) и Jalan Besar (2015–2020). 
Такође је била заменик председника Владиног парламентарног комитета за социјални и породични развој, чланица Парламентарног одбора за транспорт и чланица Комитета за парламентску кућу. Залагала се за социјалне мере подршке за нископримамне групе, посебно старијих особа и мале деце.
Повукла се из политике у јулу 2020. године, пре општих избора те године.

## Лични живот
Лили Нео је удата за др Бена Неа, акушера и гинеколога. Имају двоје деце, оба медицинари. Њихова ћерка, др Елејн Ким, је лекар палијативне медицине и предузетница. Нео је хришћанка и ужива у свирању клавира, пливању и читању.